# Макагонов, Анатолий Владимирович
Анатолий Владимирович Макагонов (18 мая 1932, хутор Северин, Тбилисский район — 9 апреля 2023, Челябинск) — советский волейболист, советский и российский тренер по волейболу. Мастер спорта СССР (1956), заслуженный тренер РСФСР (1984). Сын почетного гроссмейстера Владимира Макогонова. 

## Игровая карьера
Выступал за бакинские команды «Нефтяник» и СКИФ / «Буревестник», ленинградское «Динамо». В составе сборной Азербайджанской ССР становился бронзовым призёром летней Спартакиады народов СССР и чемпионата СССР 1959 года.
В 1956 году выступал за сборную СССР, в составе которой выиграл бронзовую медаль чемпионата мира в Париже.

## Тренерская карьера
В 1956 году окончил Азербайджанский государственный институт физической культуры имени С. М. Кирова.
В 1972 году в Челябинском политехническом институте сформировал женскую команду «Технолог», с которой в сезоне-1976/77 дебютировал в первой лиге, а в 1982 году — в высшей лиге чемпионата СССР. Под руководством Макагонова челябинская команда, выступавшая также под названиями «Политехник», ЧМС и «Метар», провела 7 сезонов в высшей лиге чемпионата СССР, с 1991 года выступала в сильнейшем дивизионе чемпионата России. В 1993 году челябинский «Метар» стал победителем первого розыгрыша Кубка России.
В июле 1987 года привёл женскую студенческую сборную СССР к серебряным медалям на Универсиады в Загребе.
В первой половине 1990-х, после ухода из «Метара», Анатолий Макагонов работал преподавателем кафедры физического воспитания Челябинского государственного технического университета. В 1996 году возглавил сильнейшую женскую команду Украины — луганскую «Искру», с которой выиграл чемпионат страны (1996/97) и бронзу национального первенства (1997/98). В 1997—1998 годах был ассистентом Игоря Филиштинского в тренерском штабе женской сборной Украины.
После возвращения в Челябинск работал с мужской командой «Торпедо» в должности старшего тренера, а в 2002—2008 годах был главным тренером коллектива, выступавшего в высшей лиге «Б» чемпионата России.
В 2008 году снова возглавил «Автодор-Метар». В 2010 году ушёл в отставку по состоянию здоровья.
В ноябре 2017 года вернулся к тренерской работе в клубе. Покинул пост главного тренера в марте 2019 года.
Умер 9 апреля 2023 года в Челябинске.